# فرناندو مورينا
فرناندو مورينا (Fernando Morena) (مواليد 2 فبراير 1952) هو لاعب كرة قدم. يلعب مع منتخب الأوروغواي لكرة القدم. سبق له أن لعب في كأس العالم لكرة القدم مع منتخب بلاده.

## وصلات خارجية
- فرناندو مورينا على موقع الاتحاد الدولي (مؤرشف)  (الإنجليزية)
- فرناندو مورينا على موقع قاعدة بيانات كرة القدم.إي يو (الإنجليزية)
- فرناندو مورينا على موقع بيانات كرة القدم. دي إي (الألمانية)
- فرناندو مورينا على موقع ناشيونال فوتبول تيمز (الإنجليزية)
- فرناندو مورينا على موقع عالم كرة القدم.نت (الإنجليزية)